# Europi
Europi (tên La tinh: Europium) là một nguyên tố hóa học với ký hiệu Eu và số nguyên tử bằng 63. Tên gọi của nó có nguồn gốc từ tên gọi của châu Âu trong một số ngôn ngữ phương Tây (Europe, Europa v.v).

## Đặc trưng

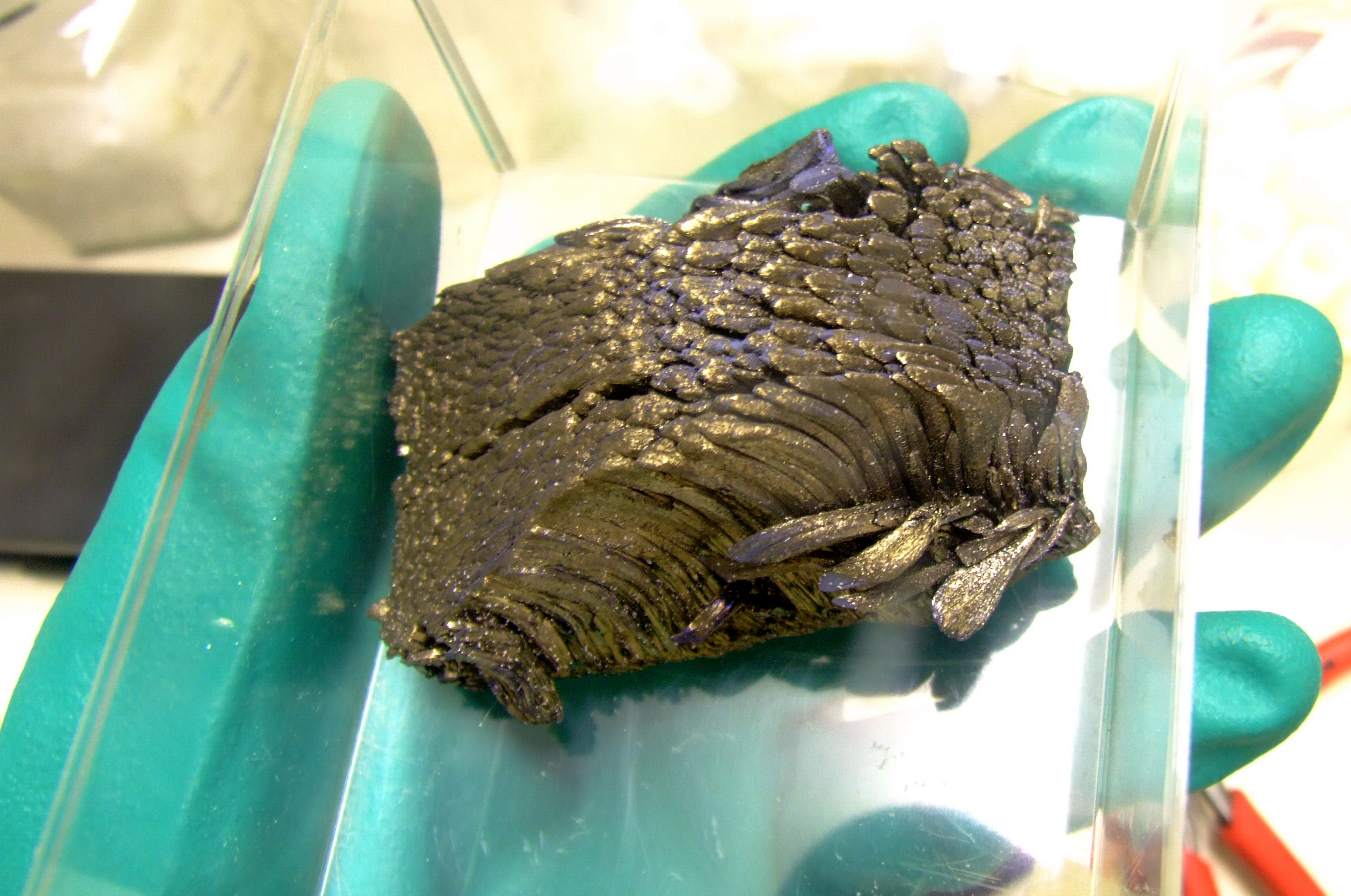
Một mẩu Europi cách ly với môi trường tinh khiết 99.998%

Europi là hoạt động nhất trong số các nguyên tố đất hiếm; nó bị oxy hóa nhanh chóng trong không khí, và tương tự như calci trong phản ứng của nó với nước; các mẫu vật europi trong dạng rắn, ngay cả khi được che phủ bằng một lớp dầu khoáng bảo vệ cũng hiếm khi có bề mặt sáng bóng. Europi tự bắt cháy trong không khí ở khoảng từ 150 tới 180 °C. Nó có độ cứng chỉ khoảng như chì và rất dễ uốn.

## Ứng dụng

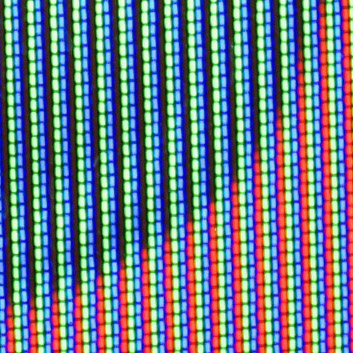
Europi là một trong số các nguyên tố được sử dụng để làm màu đỏ trong các ống tia âm cực của tivi.

Có nhiều ứng dụng thương mại của europi kim loại. Nó từng được sử dụng làm chất kích thích cho một số loại thủy tinh để làm laser, cũng như để chiếu chụp cho hội chứng Down và một số bệnh di truyền khác. Do khả năng kỳ diệu của nó trong hấp thụ neutron, nó cũng được nghiên cứu để sử dụng trong các lò phản ứng hạt nhân. Europi(III) oxide (Eu2O3) được sử dụng rộng rãi như là chất lân quang màu đỏ trong ống tia âm cực và đèn huỳnh quang, cũng như trong vai trò của chất hoạt hóa cho các chất lân quang trên cơ sở ytri. Trong khi europi hóa trị 3 là chất lân quang màu đỏ thì europi hóa trị 2 là chất lân quang màu xanh lam. Hai lớp chất lân quang europi, kết hợp với các chất lân quang vàng/lục của terbi tạo ra ánh sáng "trắng", nhiệt độ màu của nó có thể dao động bằng cách biến đổi tỷ lệ của các thành phần cụ thể của từng chất lân quang riêng rẽ. Đây là hệ thống lân quang thường bắt gặp trong các bóng đè huỳnh quang xoắn ốc. Kết hợp cùng ba lớp chất lân quang này thành một tạo ra các hệ thống ba màu trong các màn hình tivi và máy tính. Nó cũng được sử dụng như là tác nhân sản xuất thủy tinh huỳnh quang. Sự phát huỳnh quang của europi được sử dụng để theo dõi các tương tác sinh học phân tử trong các chiếu chụp nhằm phát minh dược phẩm. Nó cũng được dùng trong chất lân quang chống làm tiền giả trong các tờ tiền euro.
Europi cũng thường được đưa vào trong các nghiên cứu nguyên tố dấu vết trong địa hóa học và thạch học để hiểu các quá trình hình thành nên đá lửa (các loại đá do macma hay dung nham nguội đi hình thành nên). Bản chất của sự hình thành dị thường europi được sử dụng để hỗ trợ tái tạo các mối quan hệ trong phạm vi một hệ đá lửa.

## Lịch sử
Europi lần đầu tiên được Paul Émile Lecoq de Boisbaudran phát hiện năm 1890, khi ông thu được một phần có tính base từ các cô đặc samari-gadolini có các vạch quang phổ không khớp với cả samari lẫn gadolini. Tuy nhiên, phát hiện ra europi nói chung thường được coi là công lao của nhà hóa học người Pháp là Eugène-Anatole Demarçay, người đã nghi ngờ các mẫu của nguyên tố mới phát hiện gần thời gian đó là samari có chứa nguyên tố chưa biết năm 1896 và cũng là người đã cô lập được europi vào năm 1901.
Khi chất lân quang đỏ ytri(III) vanadat (YVO4) kích thích bằng europi được phát hiện trong đầu thập niên 1960, và được hiểu như là sẽ làm một cuộc cách mạng trong công nghiệp sản xuất tivi màu thì đã diễn ra một cuộc tranh cướp điên rồ vì nguồn cung europi hạn chế từ các nhà máy xử lý monazit do thông thường hàm lượng europi trong monazit chỉ khoảng 0,05%. Tuy nhiên, Molycorp, với mỏ bastnasit của mình tại Mountain Pass (California), mà trong đó hàm lượng europi là "giàu" hơn, tới 0,1%, đã cung cấp đủ lượng europi để duy trì ngành công nghiệp này. Trước khi có europi, lân quang đỏ của tivi màu là rất yếu và các màu từ các chất lân quang khác buộc phải chặn lại để duy trì sự cân bằng màu. Với lân quang europi đỏ tươi, đã không cần thiết phải ngăn chặn các màu khác và hình ảnh tivi màu tươi hơn là kết quả của nó. Europi vẫn tiếp tục được sử dụng trong công nghiệp sản xuất tivi kể từ đó, và tất nhiên, cũng trong sản xuất màn hình máy tính. Bastnasit ở California hiện nay bị cạnh tranh từ mỏ tại Bayan Obo (Nội Mông, Trung Quốc), với hàm lượng europi thậm chí còn "giàu hơn", tới 0,2%.
F. H. Spedding (1902-1984), trong kỷ niệm về phát triển công nghệ trao đổi ion của ông, một công nghệ đã tạo ra một cuộc cách mạng trong công nghiệp đất hiếm vào giữa thập niên 1950, từng kể lại câu chuyện về việc trong thập niên 1930, khi ông đang giảng về các loại đất hiếm thì một người đàn ông cao tuổi tới gần ông và đề nghị tặng ông vài pao oxide europi. Điều này là một lượng chưa từng nghe thấy bao giờ vào thời gian đó và Spedding đã không để tâm tới lời đề nghị đó. Tuy nhiên, một gói quà đã được gửi tới theo đường bưu điện và chứa vài pao oxide europi thật sự. Người đàn ông đứng tuổi đó hóa ra là giáo sư, tiến sĩ Herbert Newby McCoy (1870-1945), người đã phát triển phương pháp tinh chế europi bằng phản ứng oxy hóa-khử với kẽm.

## Phổ biến
Europi không được tìm thấy ở dạng tự do trong thiên nhiên; tuy nhiên có nhiều khoáng vật chứa europi, với các nguồn quan trọng nhất là bastnasit và monazit. Europi cũng được nhận dạng là có trong quang phổ Mặt Trời và một số ngôi sao. Sự suy kiệt hay sự giàu thêm của europi khi so sánh với các nguyên tố đất hiếm khác có trong các khoáng vật được biết đến như là dị thường europi.
Europi hóa trị 2 ở lượng nhỏ đóng vai trò như là chất hoạt hóa sự phát huỳnh quang màu lam tươi của một số mẫu khoáng vật fluorit (difluoride calci). Các mẫu đáng chú ý nhất của điều này có nguồn gốc xung quanh Weardale và các phần cận kề ở miền bắc Anh và trên thực tế từ tên gọi của loại fluorit này mà người ta có thuật ngữ để chỉ hiện tượng huỳnh quang trong tiếng Anh (George Gabriel Stokes là người nghĩ ra từ fluorescence (huỳnh quang) vào năm 1852 khi miêu tả tính chất của khoáng vật fluorit), mặc dù mãi sau này người ta mới phát hiện ra europi mới là nguyên nhân gây ra hiện tượng đó trong khoáng vật fluorit ở vùng này.

## Hợp chất
Trong trạng thái oxy hóa thịnh hành hơn của mình (+3), europi giống như một kim loại đất hiếm điển hình, tạo ra một loạt các muối nói chung có màu hồng nhạt. Ion Eu3+ là thuận từ do sự hiện diện của các electron không bắt cặp. Europi là nguyên tố dễ được sản xuất nhất và có trạng thái oxy hóa +2 ổn định nhất trong số các nguyên tố đất hiếm. Các dung dịch Eu3+ có thể bị khử bởi kẽm kim loại và acid clohiđríc thành Eu2+ trong dung dịch; ion này là ổn định trong acid clohiđric loãng nếu oxy hay không khí không có mặt. Một loạt các muối của Eu2+ có màu từ trắng tới vàng nhạt hay xanh lục đã được biết đến, chẳng hạn như sunfat, chloride, hydroxide và cacbonat europi (II). Các halide có thể được điều chế bằng cách khử bằng hiđrô đối với các halide hóa trị 3 khan.
Chính trạng thái hóa trị +2 dễ bị tác động của europi làm cho nó trở thành một trong số các nguyên tố nhóm Lanthan dễ được tách ra và dễ tinh chế nhất, ngay cả khi nó hiện diện với hàm lượng nhỏ.
Các tính chất hóa học của europi(II) rất giống với các tính chất hóa học của bari, do chúng có bán kính ion gần như nhau. Europi hóa trị +2 là tác nhân khử nhẹ, vì thế trong điều kiện ngoài khí quyển thì các dạng hóa trị +3 là thịnh hành hơn nhưng trong tự nhiên, các hợp chất europi(II) có xu hướng thịnh hành hơn, ngược lại so với phần lớn các nguyên tố nhóm Lanthan khác (chủ yếu có các hợp chất với trạng thái oxy hóa +3) vì trong điều kiện yếm khí, và cụ thể là trong các điều kiện địa nhiệt, thì các dạng hóa trị 2 là đủ ổn định, vì thế nó có xu hướng hợp nhất vào trong các khoáng vật của calci và các kim loại kiềm thổ khác. Đây chính là nguyên nhân của "dị thường europi âm", làm suy kiệt europi do nó bị hợp nhất vào các khoáng vật thường là chứa các nguyên tố nhẹ trong nhóm Lanthan như monazit, có liên quan tới độ phổ biến của chondrit. Bastnasit có xu hướng thể hiện dị thường europi âm ít hơn so với monazit và vì vậy nó mới là nguồn chính cung cấp europi ngày nay.
Một vài hợp chất của europi bao gồm:
- Các fluoride: EuF2, EuF3
- Các chloride: EuCl2, EuCl3
- Các bromide: EuBr2, EuBr3
- Các iodide: EuI2, EuI3
- Các oxide: EuO, Eu2O3 và Eu3O4
- Các sulfide: EuS
- Các selenide: EuSe
- Các teluride: EuTe
- Các nitride: EuN

Xem thêm Hợp chất europi.

## Đồng vị
Europi phổ biến trong tự nhiên là hỗn hợp của 2 đồng vị là Eu151 và Eu153, với Eu153 là phổ biến nhất (52,2% độ phổ biến trong tự nhiên). Trong khi Eu153 là ổn định thì Eu151 gần đây được phát hiện là không ổn định với phân rã alpha có chu kỳ bán rã khoảng {\displaystyle 5_{-3}^{+11}\times 10^{18}} năm, phù hợp tương đối hợp lý với các dự đoán lý thuyết. Bên cạnh đồng vị phóng xạ tự nhiên Eu151 còn có 35 đồng vị phóng xạ nhân tạo khác đã được miêu tả, với các đồng vị ổn định nhất là Eu150 có chu kỳ bán rã 36,9 năm, Eu152 có chu kỳ bán rã 13,516 năm và Eu154 có chu kỳ bán rã 8,593 năm. Tất cả các đồng vị phóng xạ còn lại có chu kỳ bán rã dưới 4,7612 năm và phần lớn trong số này có chu kỳ bán rã dưới 12,2 giây. Nguyên tố này cũng có 8 trạng thái giả ổn định, với ổn định nhất là Eu150m (t½ 12,8 giờ), Eu152m1 (t½ 9,3116 giờ) và Eu152m2 (t½ 96 phút).
Phương thức phân rã chủ yếu trước đồng vị phổ biến nhất, Eu153, là bắt điện tử còn phương thức phân rã chủ yếu sau nó là phân rã beta trừ. Sản phẩm phân rã chủ yếu trước Eu153 là các đồng vị của samari (Sm) còn sản phẩm phân rã chủ yếu sau nó là các đồng vị của gadolini (Gd).

## Sản phẩm phân hạch hạt nhân
| Đồng vị   | Eu151 | Eu152  | Eu153 | Eu154 | Eu155 |
| Năng suất | ~10   | thấp   | 1.580 | >2,5  | 330   |
| Barn      | 5.900 | 12.800 | 312   | 1.340 | 3.950 |

Europi được sinh ra bằng phân hạch hạt nhân, nhưng hiệu suất sản phẩm phân hạch của các đồng vị europi là thấp gần với đỉnh của khoảng khối lượng cho các sản phẩm phân hạch.
Giống như các nguyên tố khác trong nhóm Lanthan, nhiều đồng vị, đặc biệt là các đồng vị với số khối lượng lẻ và các đồng vị nghèo neutron như Eu152, có tiết diện bắt neutron cao, thường cao đủ để trở thành các chất độc hạt nhân.
Eu151 là sản phẩm phân rã beta của Sm151, nhưng do nó có chu kỳ bán rã dài và thời gian trung bình ngắn để hấp thụ neutron, nên phần lớn Sm151 thay vì thế sẽ kết thúc như là Sm152.
Eu152 (chu kỳ bán rã 13,516 năm) và Eu154 (chu kỳ bán rã 8,593 năm) không thể là các sản phẩm của phân rã beta do Sm152 và Sm154 là không phóng xạ, nhưng Eu154 là nuclide "khiên" tuổi thọ cao duy nhất, ngoài Cs134, có hiệu suất phân hạch trên 2,5 ppm các phân hạch. Một lượng lớn hơn của Eu154 sẽ được sinh ra bởi hoạt hóa neutron của một tỷ lệ đáng kể Eu153 không phóng xạ; tuy nhiên, phần lớn của nó sẽ chuyển hóa tiếp thành Eu155.
Eu155 (chu kỳ bán rã 4,7612 năm) có hiệu suất phân hạch 330 ppm đối với U235 và các neutron nhiệt. Phần lớn sẽ được biến đổi thành Gd156 không phóng xạ và không hấp thụ vào cuối của chu trình cháy kiệt của nhiên liệu.
Tổng thể, europi bị lu mờ bởi Cs137 và Sr90 như là các nguồn nguy hiểm về bức xạ và bởi samari cùng một số nguyên tố khác như là chất độc neutron.

## Phòng ngừa
Độc tính của các hợp chất europi vẫn chưa được nghiên cứu đầy đủ, nhưng hiện tại không có các chỉ thị rõ ràng rằng europi có độc tính cao khi so sánh với các kim loại nặng khác. Bụi kim loại có nguy hiểm cháy và nổ cao. Europi không đóng một vai trò sinh học nào đã biết.

## Cô lập europi
Europi kim loại có sẵn ở quy mô thương mại, vì thế không cần thiết phải điều chế nó trong phòng thí nghiệm, một phần là do nó rất khó để tinh chế thành kim loại nguyên chất. Điều này chủ yếu là do cách thức mà nó được tìm thấy trong tự nhiên, trong đó các nguyên tố nhóm Lanthan được tìm thấy trong một loạt các khoáng vật. Quan trọng nhất trong số các khoáng vật chứa các nguyên tố nhóm Lanthan là xenotim, monazit và bastnasit. Hai khoáng vật đầu là các khoáng vật orthophotphat LnPO4 (với Ln ở đây là ký hiệu chỉ hỗn hợp tất cả các nguyên tố nhóm Lanthan, ngoại trừ promethi là nguyên tố cực hiếm do nó chỉ có các đồng vị phóng xạ) và khoáng vật thứ ba là dạng khoáng vật fluoride cacbonat LnCO3F. Các nguyên tố nhóm Lanthan với số nguyên tử chẵn nói chung là phổ biến hơn. Theo trật tự độ phổ biến giảm dần thì các nguyên tố nhóm Lanthan trong các khoáng vật sẽ là xeri, lanthan, neodymi, praseodymi. Monazit cũng chứa thori và ytri, điều này làm cho việc xử lý khó khăn hơ do thori và các sản phẩm phân ly của nó có tính phóng xạ.
Đối với nhiều mục đích cụ thể, không cần thiết phải tách riêng các kim loại này, nhưng nếu việc chia tách thành các kim loại riêng rẽ là cần thiết thì quy trình là cực kỳ phức tạp. Ban đầu, các kim loại được chiết tách như là các muối từ quặng bằng chiết tách với acid sulfuric (H2SO4), acid clohiđríc (HCl) và hydroxide natri (NaOH). Các kỹ thuật tinh chế hiện đại cho hỗn hợp các muối nhóm Lanthan này là khéo léo và bao gồm các kỹ thuật phức chất hóa chọn lọc, chiết dung môi và phép ghi sắc trao đổi ion.
Europi tinh khiết thu được nhờ điện phân hỗn hợp EuCl3 và NaCl (hay CaCl2) nóng chảy trong các buồng dùng graphit làm anôt còn chúng làm catôt. Phụ phẩm thu được là khí clo. Nó cũng có thể điều chế bằng cách khử oxide của nó bởi lanthan kim loại sau đó chưng cất.